# Partido Bahía Blanca
Bahía Blanca ist ein Partido im Süden der Provinz Buenos Aires in Argentinien. Der Verwaltungssitz ist die gleichnamige Stadt Bahía Blanca. Laut einer Schätzung von 2019 hat der Partido 309.544 Einwohner auf 2300 km².

## Städte und Ortschaften
Bahía Blanca ist in elf Ortschaften und Städte, sogenannte Localidades, unterteilt.
- Bahía Blanca
- General Daniel Cerri
- Cabildo
- Grünbein
- Ingeniero White
- Villa Bordeu
- Villa Espora - Base Aeronaval Comandante Espora
- Villa Harding Green
- Villa Stella Maris
- Villa Nueva
- Rosendo López

## Sport
In Bahía Blanca sind zwei Fußballklubs von nationaler Bedeutung beheimatet, Olimpo de Bahía Blanca und der Club Villa Mitre.